# Zanjan (tỉnh)
Zanjan (tiếng Ba Tư: زنجان; tiếng Azerbaijani: زنجان) là một tỉnh ở tây bắc Iran với tỉnh lỵ là thành phố Zanjan. Tỉnh có diện tích 36.400 km² phần lớn là nông thôn, dân số là 964.601 người (năm 2006). Tỉnh cách Tehran 330 km về phía tây bắc, được nối với thủ đô bằng một xa lộ.
Kinh tế chủ yếu là nông nghiệp với các nông sản như ngô, gạo, hạt lấy dầu, trái cây, khoai tây, gia súc gia cầm . Các sản phẩm công nghiệp gồm xi măng, thảm, gạch. Khoáng sản khai thác ở đây gồm đồng và chì.
Zanjan có diện tích 22.164 km², chiếm 1,34% diện tích lãnh thổ Iran. Tỉnh này giáp với các địa phương: East Azarbaijan, Western Azarbaijan, Hamadan, Kordestan, Gilan, Ghazvin và Ardabil. Tỉnh này có các huyện:
- Huyện Abhar
- Huyện Eejrud
- Huyện Khodabandeh
- Huyện Khorramdarreh
- Huyện Zanjan
- Huyện Tarom
- Huyện Mahneshan